# Disphragis sexnotata
Disphragis sexnotata is een vlinder uit de familie van de tandvlinders (Notodontidae). De wetenschappelijke naam van de soort is voor het eerst geldig gepubliceerd in 1924 door William James Kaye.